# Епифаний Шанов
Епифаний Генчев Шанов е български източнокатолически духовник, епископ на Македонския български апостолически викариат от 1895 до 1921 година.

## Биография
Роден в Казанлък на 18 октомври 1849 година със светското име Бончо Генчев Шанов. Първоначалното си образование получава в родното си място. От 12-годишен учи в училището на отците възкресенци в Одрин. Продължава образованието си в Рим и през 1873 година е ръкоположен за свещеник. Изпратен е да служи в Солун, където прекарва дълги години. След оттеглянето на Лазар Младенов, на 23 юли 1895 г., е ръкоположен за ливийски епископ и е назначен за апостолически викарий в Македония. За седалище му първоначално е определен Кукуш, където той е приет добре. Като резултат на това се увеличава броя на духовните звания и се развиват просветните и социални институции. Владиката Епифаний Шанов подпомага и дейността на ВМОРО. След Солунските атентати през май 1903 година, Епископ Епифаний и секретарят му Камче Кафадаров успяват да спасят много българи от масовото клане в Солун, прибирайки ги в къщата си, която се ползва с екстериториалност.
През 1909 година, притиснат и уморен от всички трудности, Шанов подава оставка, но тя не е приета от Апостолическия делегат в Цариград. Така Епифаний Шанов остава начело на Църквата по време на Балканските войни. През 1913 година, за празника Въздвижение на Светия кръст, епископът отива да служи архиерейска литургия в село Долни Тодорак. Шанов увещава пасомите си да се върнат в източното православие, тъй като западното духовенство не е вече в състояние да ги защити. След литургията гръцките войници го арестуват и изпращат на заточение първо на остров Наксос и после на остров Трикери.
Освободен е през 1919 г., и се прибира в Казанлък, изгубвайки завинаги своята епархия в Македония. В края на лятото на 1921 г. той пак се обръща с молба до папата да бъде освободен от длъжността си епископ на Солунската епархия, която фактически вече не съществувала, както и поради напредналата си възраст. С отговор от 17 декември епископът е известен, че папата е удовлетворил молбата ми и му разрешил да се оттегли на почивка в родното си място, където умира в дълбока старост през 1940 г.
- Епифаний Шанов като млад епископ, около 1895 г.
- Възвание към католиците на Епифаний Шанов, Солун, 1898 г.
- Възвание към католиците на Епифаний Шанов, Солун, 1898 г.
- Посрещане на Хилми паша (в центъра) след Хуриета в Кукуш, 1908 г. Епифаний Шанов е отдясно на Хилми паша
- Информация в „Журнал дьо Салоник“ за задържането на Епифаний и заточването му на Наксос, 9 ноември 1914 г.